# Sanktuarium św. Ojca Pio na Przeprośnej Górce
Sanktuarium św. Ojca Pio – sanktuarium znajdujące się na Przeprośnej Górce w Siedlcu koło Częstochowy.

## Historia
Sanktuarium zostało wybudowane w latach 1994–2011. Kamień węgielny pod budowę świątyni został przywieziony z Góry Błogosławieństw. Kościół górny został konsekrowany 24 września 2011 przez arcybiskupa Stanisława Nowaka.

## Położenie
Sanktuarium jest położone w miejscu tradycyjnego postoju pielgrzymów zmierzających na Jasną Górę. Z Przeprośnej Górki jest widoczna Jasna Góra. Pielgrzymi często po raz pierwszy widzą wieżę jasnogórskiego sanktuarium właśnie z tego miejsca.
Obok sanktuarium przebiega Szlak Jury Wieluńskiej. Sanktuarium leży także na Szlaku Maryjnym prowadzącym z Mariazell do Częstochowy.

## Opis
Świątynia posiada dwie kondygnacje. W dolnej kaplicy znajduje się figura i relikwie św. Ojca Pio. Nazwa kościoła górnego to kościół Ośmiu Błogosławieństw pw. Świętych Archaniołów Michała, Gabriela i Rafała. Jest to pierwsze sanktuarium św. Ojca Pio w Polsce. Budynek zbudowano na planie ośmioboku. Przy kościele znajduje się droga krzyżowa oraz droga różańcowa. Stacje drogi krzyżowej wykonał Szymon Wypych.

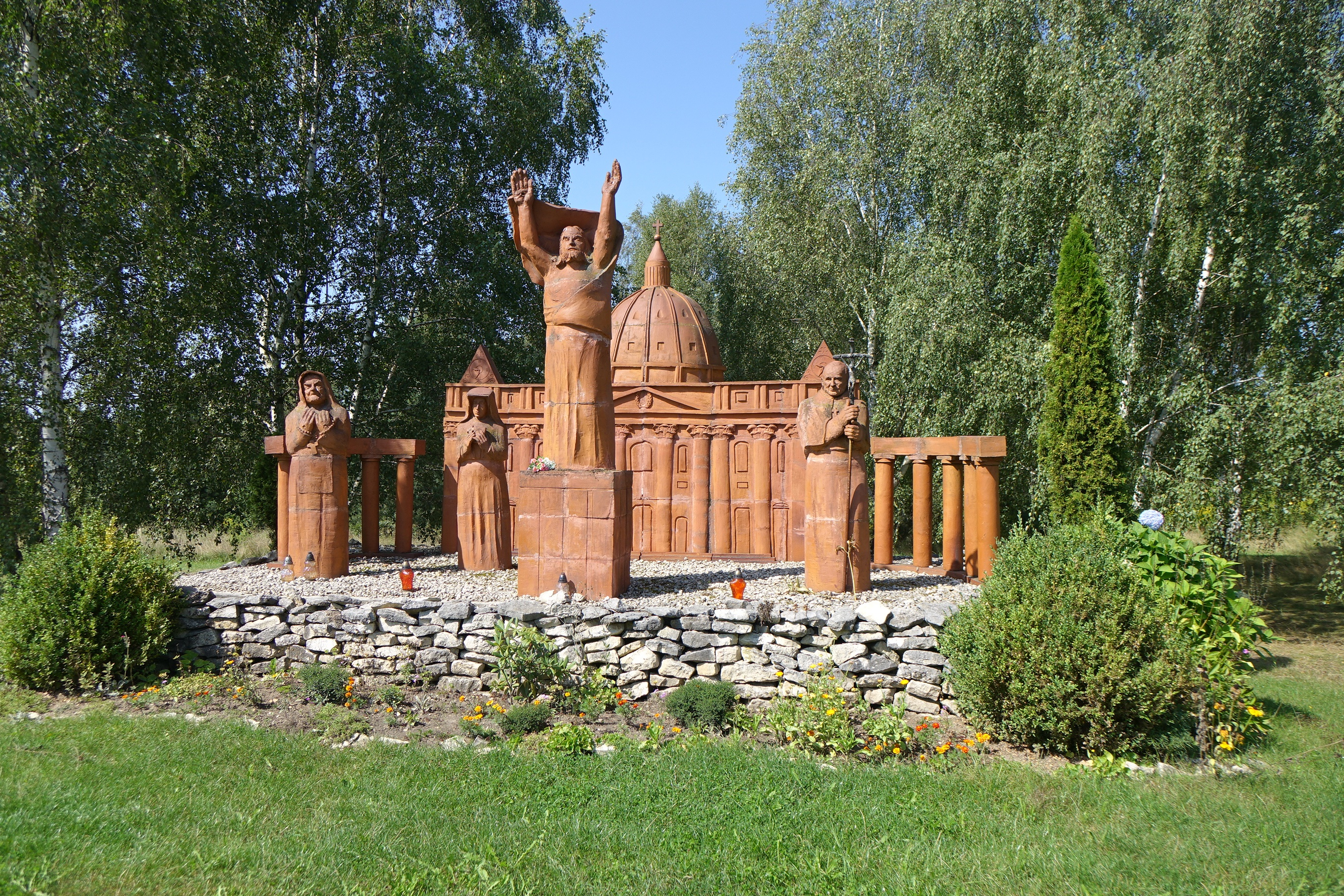
Stacja drogi krzyżowej
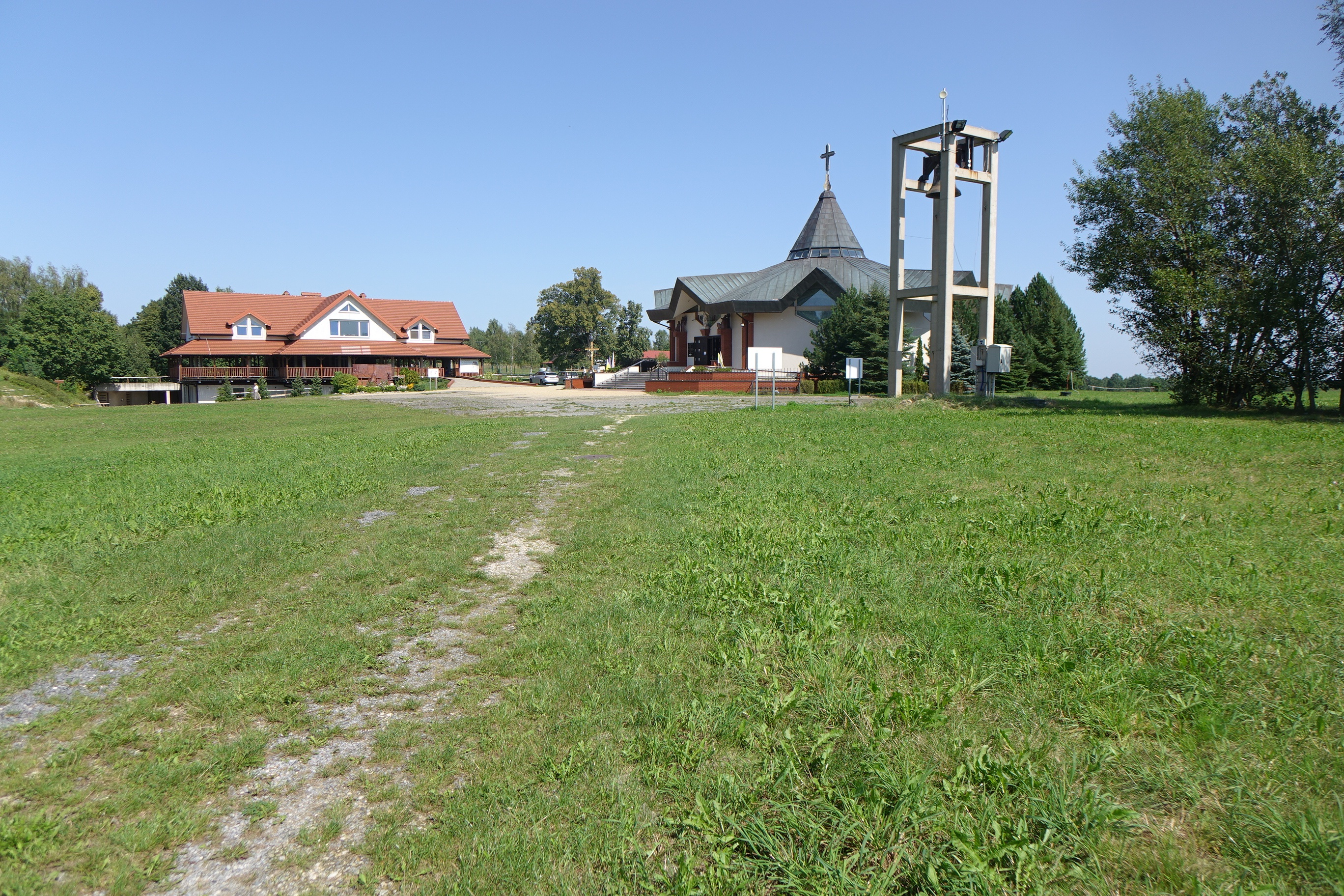
Sanktuarium
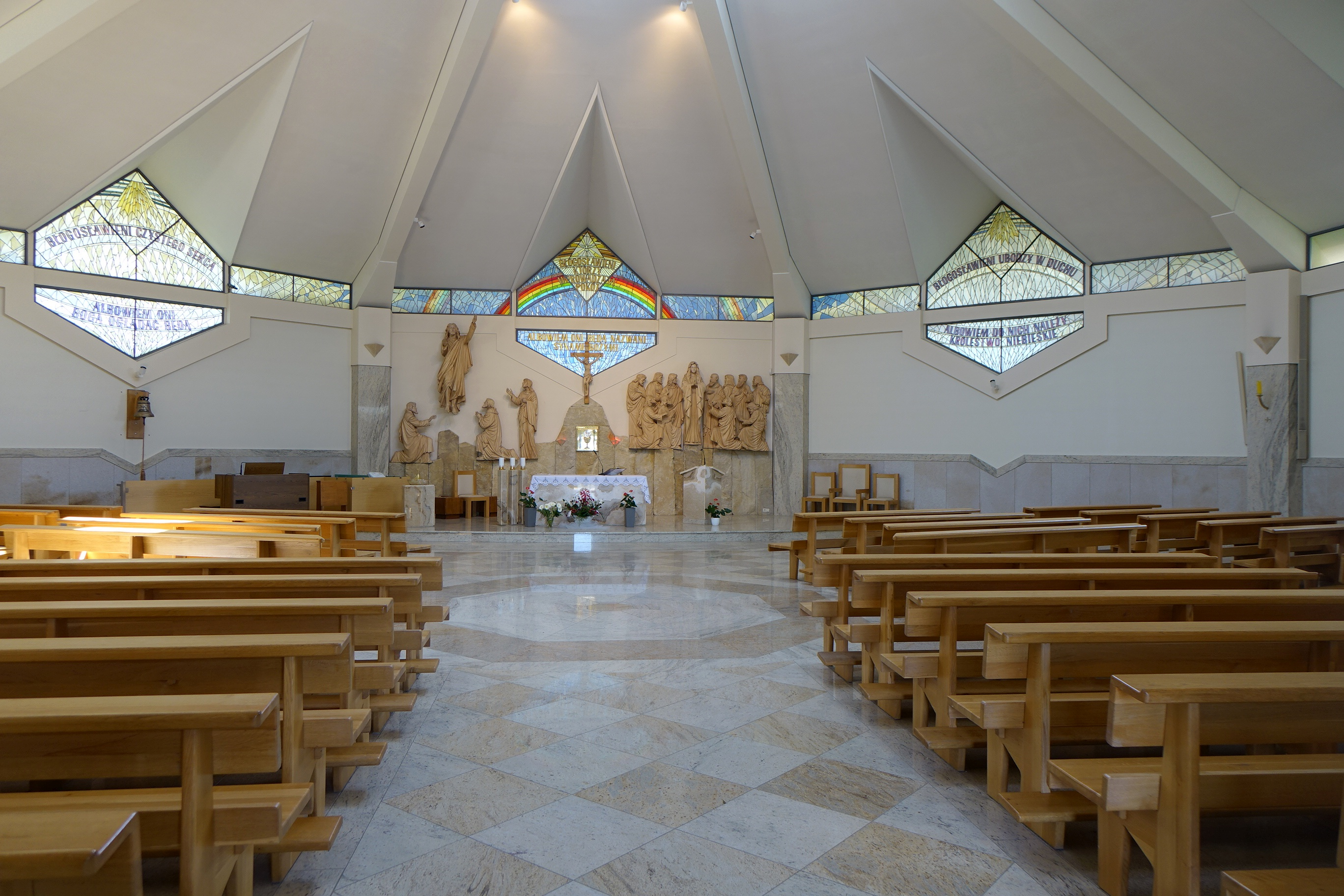
Wnętrze kościoła
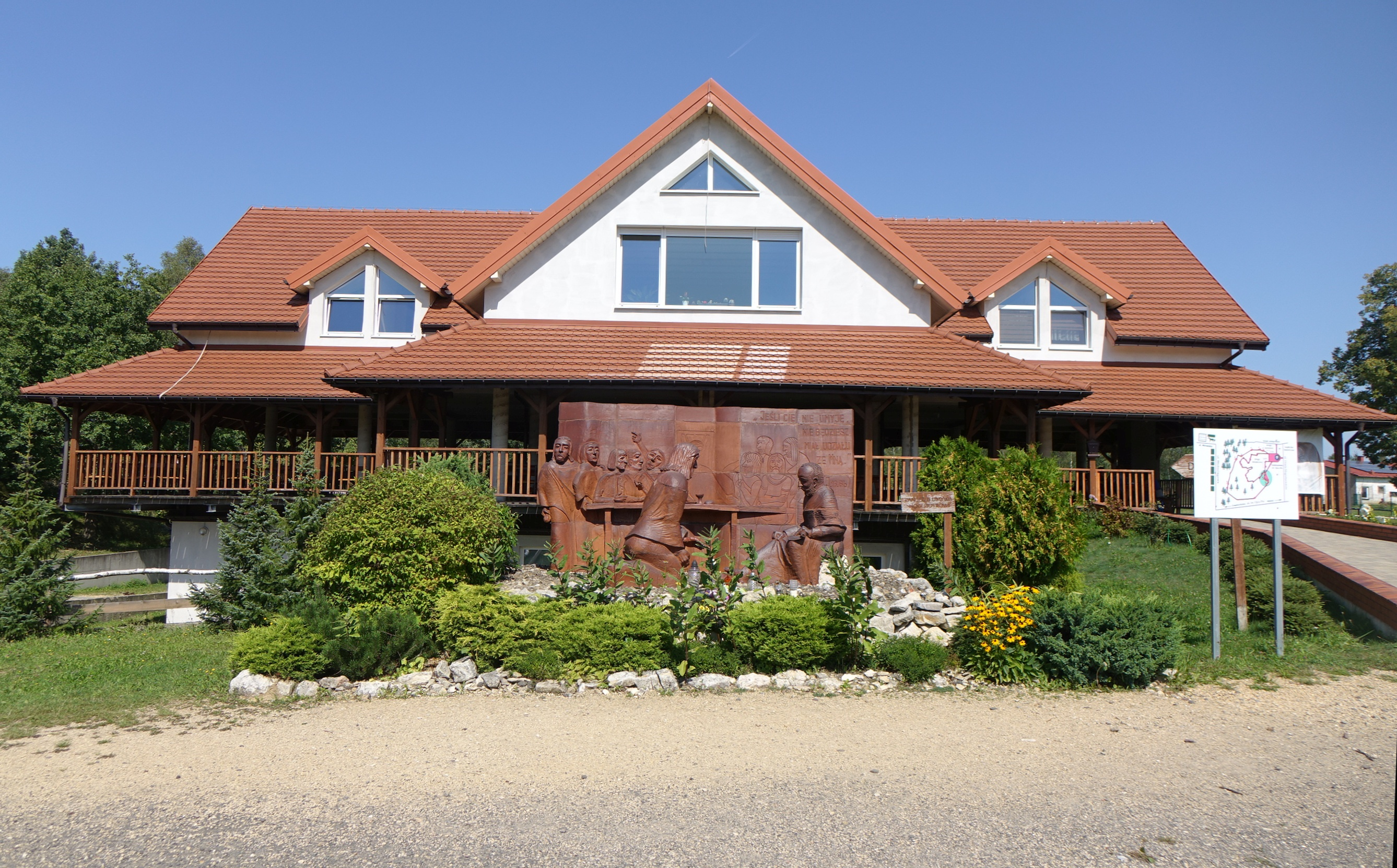
Jadalnia
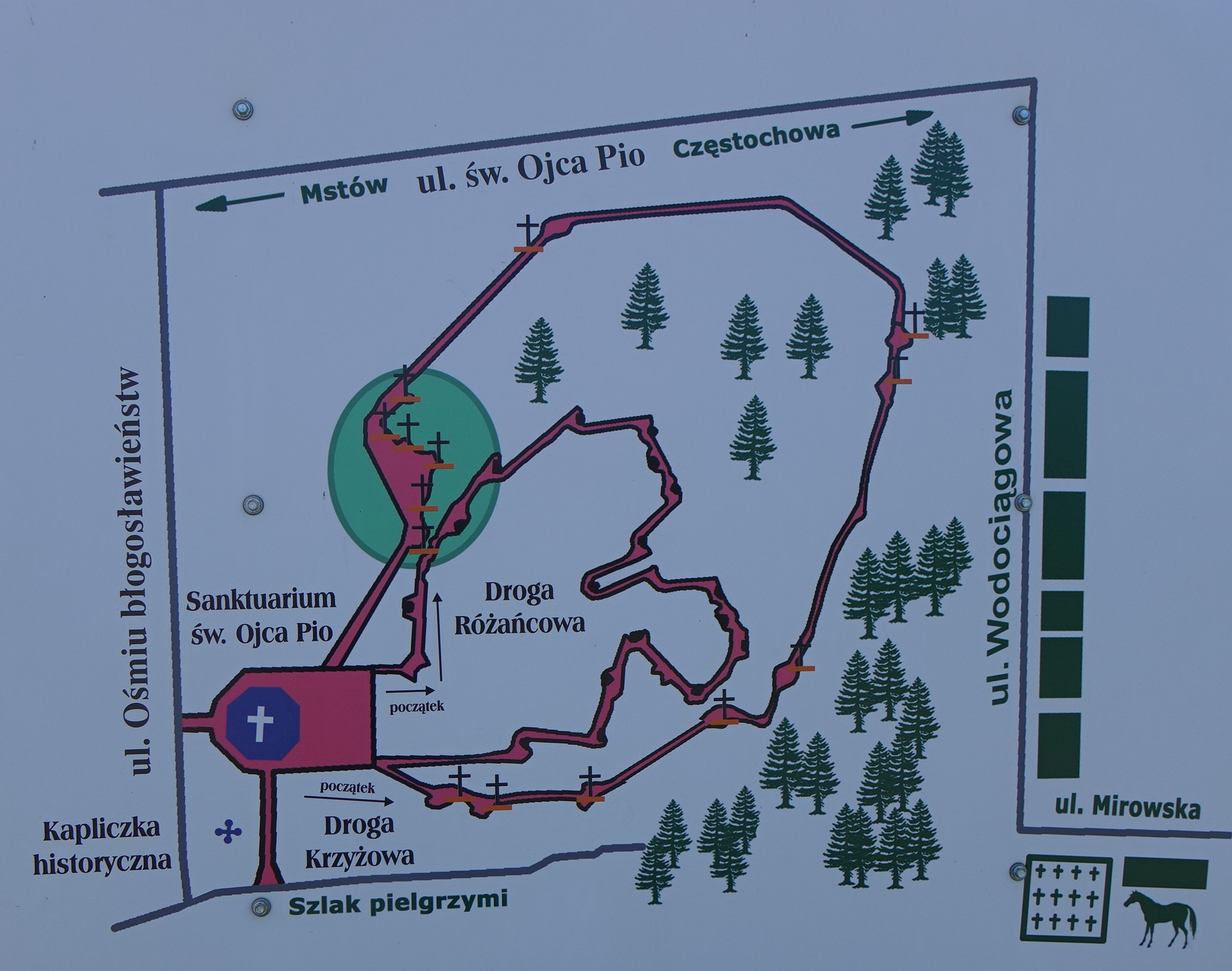
Plan obiektu